# Europese kampioenschappen kunstschaatsen 1906
De Europese Kampioenschappen kunstschaatsen is een jaarlijks terugkerend evenement dat georganiseerd wordt door de Internationale Schaatsunie.
Het twaalfde EK kunstschaatsen voor de mannen werd gehouden in Davos, Zwitserland. Het was de derde keer dat het kampioenschap in Davos en Zwitserland plaatsvond, eerder werden de kampioenschappen van 1899 en 1904 er gehouden.

## Historie
De Duitse en Oostenrijkse schaatsbond, verenigd in de "Deutscher und Österreichischer Eislaufverband", organiseerden zowel het eerste EK Schaatsen voor mannen als het eerste EK Kunstschaatsen voor mannen in 1891 in Hamburg, in toen nog het Duitse Keizerrijk, nog voor het ISU in 1892 werd opgericht. De internationale schaatsbond nam in 1892 de organisatie van het EK kunstschaatsen over. In 1895 werd besloten voortaan het WK kunstschaatsen te organiseren en kwam het EK te vervallen. In 1898, na twee jaar onderbreking, vond toch weer een herstart plaats van het EK kunstschaatsen.
De vrouwen en paren zouden vanaf 1930 jaarlijks om de Europese titel strijden. De ijsdansers streden vanaf 1954 om de Europese titel in het kunstschaatsen.

## Deelname
Er namen zes mannen uit vier landen deel aan dit kampioenschap.
Voor Ulrich Salchow was het zijn zesde deelname aan het kampioenschap. Voor de andere vijf deelnemers was het hun eerste deelname.
| Duitse Keizerrijk (4) Oostenrijk (1) Verenigd Koninkrijk (1) |

## Medaille verdeling
Ulrich Salchow veroverde zijn vijfde Europese titel bij het kunstschaatsen, het was zijn zesde medaille, in 1901 eindigde hij op de derde plaats. Ernst Herz op plaats twee en Per Thorén op plaats drie behaalden hun eerste EK medaille.
| Discipline | Goud           | Zilver     | Brons      |
| ---------- | -------------- | ---------- | ---------- |
| Mannen     | Ulrich Salchow | Ernst Herz | Per Thorén |

## Uitslagen

### Mannen
| Goud   | Ulrich Salchow (6) | Vlag van Zweden                | 5  |
| Zilver | Ernst Herz         |                                | 13 |
| Brons  | Per Thorén         | Vlag van Zweden                | 18 |
| 4      | Bror Meyer         | Vlag van Zweden                | 21 |
| 5      | Alexander Urbary   | Vlag van Hongarije (1896-1915) | 25 |
| 6      | Max Rendschmidt    | Vlag van Duitse Keizerrijk     | 23 |

Medaillewinnaars

Mannen · 
Vrouwen ·
Paren · 
IJsdansen

Toernooi

1891 · 
1892 · 
1893 · 
1894 · 
1895 · 
1896-1897 · 
1898 · 
1899 · 
1900 · 
1901 · 
1902-1903 · 
1904 · 
1905 · 
1906 · 
1907 · 
1908 · 
1909 · 
1910 · 
1911 · 
1912 · 
1913 · 
1914 · 
1915-1921 · 
1922 · 
1923 · 
1924 · 
1925 · 
1926 · 
1927 · 
1928 · 
1929 · 
1930 · 
1931 · 
1932 · 
1933 · 
1934 · 
1935 · 
1936 · 
1937 · 
1938 · 
1939 ·
1940-1946 · 
1947 · 
1948 · 
1949 · 
1950 · 
1951 · 
1952 · 
1953 · 
1954 · 
1955 · 
1956 · 
1957 · 
1958 · 
1959 · 
1960 · 
1961 · 
1962 · 
1963 · 
1964 · 
1965 · 
1966 · 
1967 · 
1968 · 
1969 · 
1970 · 
1971 · 
1972 · 
1973 · 
1974 · 
1975 · 
1976 · 
1977 · 
1978 · 
1979 · 
1980 · 
1981 · 
1982 · 
1983 · 
1984 · 
1985 · 
1986 · 
1987 · 
1988 · 
1989 · 
1990 · 
1991 · 
1992 · 
1993 · 
1994 · 
1995 ·
1996 · 
1997 · 
1998 · 
1999 · 
2000 · 
2001 · 
2002 · 
2003 · 
2004 · 
2005 · 
2006 ·
2007 ·
2008 ·
2009 ·
2010 ·
2011 ·
2012 ·
2013 ·
2014 ·
2015 ·
2016 ·
2017 ·
2018 ·
2019 ·
2020 ·
2021 · 
2022 · 
2023 · 
2024 · 
2025

WK kunstschaatsen ·
WK kunstschaatsen junioren ·
Viercontinentenkampioenschap ·
Olympische Spelen